# Ro Yu-chol
Ro Yu-chol (ur. 2000) – północnokoreański zapaśnik walczący w stylu klasycznym. Złoty medalista mistrzostw Azji w 2024 i brązowy 2025 roku. Wygrał wojskowe MŚ w 2024 roku.